# Marian Jurečka
Marian Jurečka (Přerov, 15 de marzo de 1981) es un político checo que se desempeña como vice primer ministro y ministro de Trabajo y Asuntos Sociales en el gabinete de Petr Fiala desde el 17 de diciembre de 2021. Anteriormente fue nombrado Ministro de Agricultura en el gobierno de Bohuslav Sobotka de 2014 a 2017.
Ha sido presidente de la Unión Cristiana y Demócrata - Partido Popular Checoslovaco (KDU-ČSL) desde el 25 de enero de 2020 y diputado en la Cámara de Diputados desde 2013.